# Club Baloncesto Islas Canarias
El Club de Baloncesto Islas Canarias és un equip de bàsquet de Las Palmas de Gran Canaria, Illes Canàries. Per patrocini ha rebut denominacions com:
- 1984-1990: Kerrygold Gran Canaria
- 1990-2001: Sandra Gran Canaria
- 2001-2003: Caja Rural de Canarias
- 2003-2006: Cajacanarias
- 2006-2007: Gran Canaria
- 2007-2009: Gran Canaria La Caja de Canarias
- 2009-2012: Gran Canaria 2014 La Caja de Canarias
- 2012-2015: Gran Canaria 2014
- 2015-2024: SPAR Gran Canaria

Va ser fundat l'any 1980 i el 2023 juga a la Lliga espanyola de bàsquet femenina, on ascendí per primer cop l'any 1983. El seu major èxit fou la temporada 1998-99, en la qual guanyà la Copa Ronchetti, la Copa de la Reina de bàsquet i fou segona classificada a la lliga. També ha participat diversos cops a l'Eurocup femenina.

## Palmarès
- Copa de la Reina de bàsquet:
  - 1999, 2000
- Copa Ronchetti:
  - 1998–99

## Equips canaris a la màxima categoria
| Equip                                   | Temporades | Categoria | Any de fundació | Municipi                   | Illa         |
| --------------------------------------- | ---------- | --------- | --------------- | -------------------------- | ------------ |
| Club Baloncesto Gran Canaria            | 32         | Masculina | 1963            | Las Palmas de Gran Canaria | Gran Canaria |
| Club Baloncesto Canarias                | 19         | Masculina | 1939            | San Cristóbal de La Laguna | Tenerife     |
| Real Club Náutico de Tenerife           | 11         | Masculina | 1952            | Santa Cruz de Tenerife     | Tenerife     |
| Tenerife Club de Baloncesto             | 2          | Masculina | 1996            | San Cristóbal de La Laguna | Tenerife     |
| Tenerife Amigos del Baloncesto          | 2          | Masculina | 1986            | Santa Cruz de Tenerife     | Tenerife     |
| Club Baloncesto Islas Canarias          | 31         | Femenina  | 1980            | Las Palmas de Gran Canaria | Gran Canària |
| Club Baloncesto Isla de Tenerife Aguere | 12         | Femenina  | 1985            | San Cristóbal de La Laguna | Tenerife     |
| Club Baloncesto Uni Tenerife            | 3          | Femenina  | 2003            | Santa Cruz de Tenerife     | Tenerife     |
| Club Baloncesto Tenerife Krystal        | 3          | Femenina  | 1971            | Santa Cruz de Tenerife     | Tenerife     |